# 301. strelska divizija (ZSSR)
301. strelska divizija (izvirno rusko 301. стрелковая дивизия; kratica 301. SD) je bila strelska divizija Rdeče armade v času druge svetovne vojne.

## Zgodovina
Divizija je bila ustanovljena avgusta 1941 v Poltavi in uničena septembra istega leta v Kijevu. Ponovno je bila ustanovljena marca 1942.